# Askia Ishaq II

El Imperio songhai.

Askia Ishaq II fue el último gobernante del Imperio songhai, extendiéndose su reinado entre los años 1588 y 1591.
Ishaq llegó al poder por tras una larga lucha dinástica que siguió a la muerte de Askia Daoud. Conocedor de la debilidad del Imperio, el sultán saadí de Marruecos Ahmad al-Mansur envió una fuerza de 4.000 hombres bajo el mando del morisco español Yuder Pachá, que atravesó el desierto del Sahara en octubre de 1590. Aunque Ishaq logró reunir más de 40.000 soldados para hacer frente a los marroquíes, su ejército se batió en retirada ante las armas de fuego enemigas en la decisiva batalla de Tondibi en marzo de 1591; Yuder pronto tomó y saqueó la capital songhai, Gao, así como los centros de comercio de Tombuctú y Djenné, garantizando la destrucción del Imperio.